# Lottery Ticket
Lottery Ticket (bra: Bilhete de Loteria ou O Bilhete Premiado; prt: Socorro, Ganhei a Lotaria!) é um filme de comédia de 2010 dirigido por Erik White e estrelada por Bow Wow, Brandon T. Jackson, Naturi Naughton, Keith David, Charlie Murphy, Gbenga Akinnagbe, Loretta Devine e Ice Cube em papéis principais. O enredo é baseado na vida de Kevin Carson que ganha na loteria $370 milhões de dólares, e logo percebe que as pessoas da cidade não são seus amigos de verdade, mas estão atrás de dinheiro. O filme foi lançado em 20 de agosto de 2010. Até então, o filme não foi lançado em DVD e Blu-Ray no Brasil.

## Enredo
Kevin Carson conta as moedas para sobreviver e é hostilizado pelo estilo de vida por ser conhecido na vizinhança. Ao descobrir que ele tinha ganhado US$ 370 milhões na loteria, sua vida muda. Kevin, com o bilhete em mãos, aguentará vizinhos descobrindo sobre a fortuna por três dias.

## Elenco
- Bow Wow como Kevin Carson
- Brandon T. Jackson como Benny
- Naturi Naughton como Stacie
- Loretta Devine como vó Carson
- Ice Cube como sr. Jerome "Ploft" Washington
- Gbenga Akinnagbe como Lorenzo Mack
- Keith David como Sweet Tee
- Terry Crews como Jimmy, motorista de Sweet Tee
- Charlie Murphy como "Semaj" (James)
- Teairra Mari como Nikki Swayze
- Chris Williams como Doug
- Jason Weaver como Ray Ray
- Leslie Jones como Tasha
- Vince Green como Malik
- Malieek Straughter como Deangelo
- Faheem Najm como Junior
- Bill Bellamy como Giovanni Watson
- Mike Epps como Reverendo Cisco Taylor
- IronE Singleton como Vizinho
- Lil Twist como Menino no bairro

## Recepção
No site agregador de críticas Rotten Tomatoes, 34% das 79 resenhas dos críticos são positivas. O consenso diz: “Há uma mensagem que vale a pena no coração do [filme] (...) mas está enterrado sob humor velho, cansado de estereótipos e clichês óbvios."

## Trilha sonora
A seguir está uma lista de faixas de músicas para o filme, Lottery Ticket. Canções marcadas com um '*' são apenas músicas que podem ser ouvidas em breve no filme.

### Canções que aparecem no filme
1. "Workin' Man Blues" - Aceyalone (com Bionik)
2. "Look At Me Now" - King Juju
3. "Lord Rescue Me" - Jason Eskridge
4. "If You're Really Hood" - the Handlebars
5. "What You Talkin About" - Classic
6. "How Low" - Ludacris
7. "I Make the Hood Look Good" - T-Drop
8. "Tim & Bob Groove 1" - Tim & Bob
9. "We Like to Party" - Ben and Family
10. "Mysterious Love" - Lamar J and Deshawn Williams (of Take 2)
11. "I Be Doin It" - Classic
12. "Outta Control" - Envy
13. "Gangsta Party" - Classic
14. "Southside" - Johnny Ringo
15. "I Can Transform Ya"*- Chris Brown
16. "Money (That's What I Want) - Barrett Strong
17. "Hallelujah"
18. "All Your Bass" - T-Pain
19. "Tim & Bob Groove 2" - Tim & Bob
20. "Deez Hips" - Dem Naughty Boyz
21. "Oh Happy Day" - Edwin Hawkins Singers
22. "Whoa Now" - B Rich
23. "Million Bucks" - Maino (com Swizz Beatz)
24. "Tim & Bob Groove 3" - Tim & Bob
25. "I Invented Sex" - Trey Songz (com Drake)
26. "Standing in the Rain" - Al Green
27. "Come By Here My Lord" - Tick Ticker
28. "Un-Thinkable (I'm Ready)" - Alicia Keys (com Drake)
29. "Let My People Go" - Darondo
30. "Take Your Shirt Off" - T-Pain
31. "Here to Party" - Classic
32. "For My Hood" - Bow Wow (com Sean Kingston)